# Военно-воздушные силы Руанды
Военно-воздушные силы Руанды (руанда Ingabo zirwanira mu kirere, фр. Force aérienne rwandaise, англ. Rwandan Air Force) — один из видов вооруженных сил Руанды. Были сформированы в 1962 году.
Штаб-квартира находится в столице Руанды — Кигали. 
ВВС Руанды, помимо основной задачи в обороне национального воздушного пространства, оказывают поддержку сухопутным войскам, а также сотрудничают с органами гражданской полиции для управления воздушным пространством.

## История

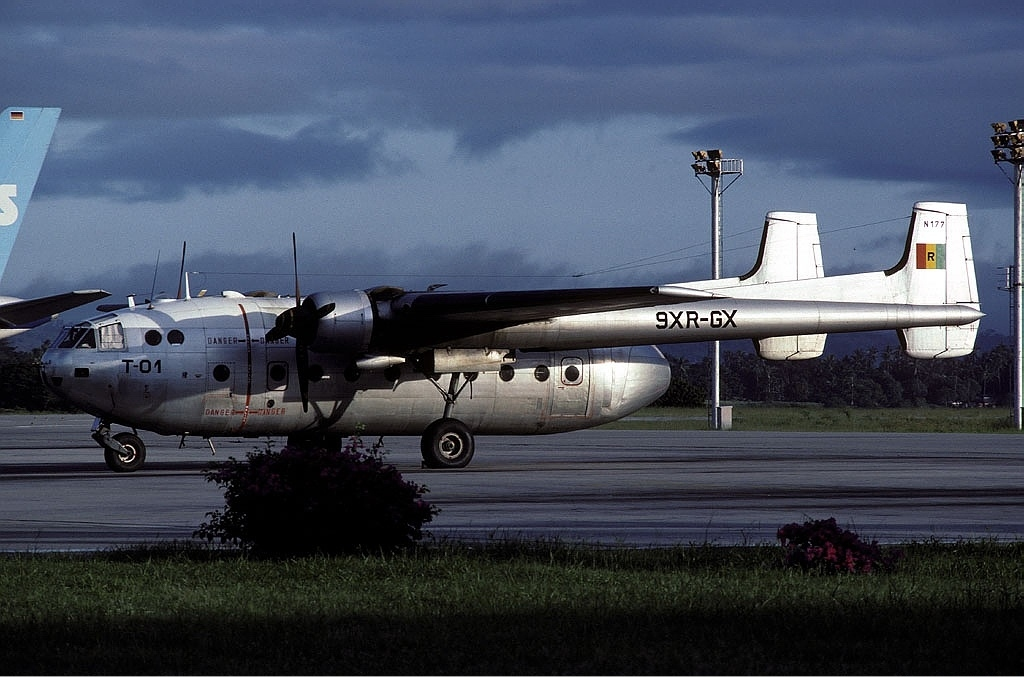
Самолет Nord N-2501 Noratlas ВВС Руанды в международном аэропорту, Момбаса, 18 апреля 1986

ВВС сформированы в 1962 году, после обретения независимости страной в 1959. Помогла с формированием Бельгия, которая с 1919 по 1959 год управляла Руандой. 
Военно-воздушные силы начали период реструктуризации в начале 1970-х годов. В 1972 году ВВС Руанды приобрела семь вертолётов Sud-Aviation SA 316 Alouette III, к которым в последующие годы были добавлены SA 342L Gazelle, затем двухмоторные транспортные самолёты Britten-Norman Islander и Nord 2501 Noratlas, SOCATA Guerrier, вооруженная версия SOCATA Rallye, и Aermacchi AM.3, используемые в контргерриль миссии, и вертолёты utility Aérospatiale AS 350b Écureuil. 
Во время гражданской войны, многие вертолёты и самолёты были уничтожены, что вынудило Министерство обороны Руанды восстановить структуру ВВС путём восстановления парка самолётов, возвращаясь к эксплуатации с 1996 года. 
На протяжении всей истории ВВС помогали в поисковых операциях, перевозка VIP-клиентов и в борьбе с лесными пожарами.

## Авиатранспорт

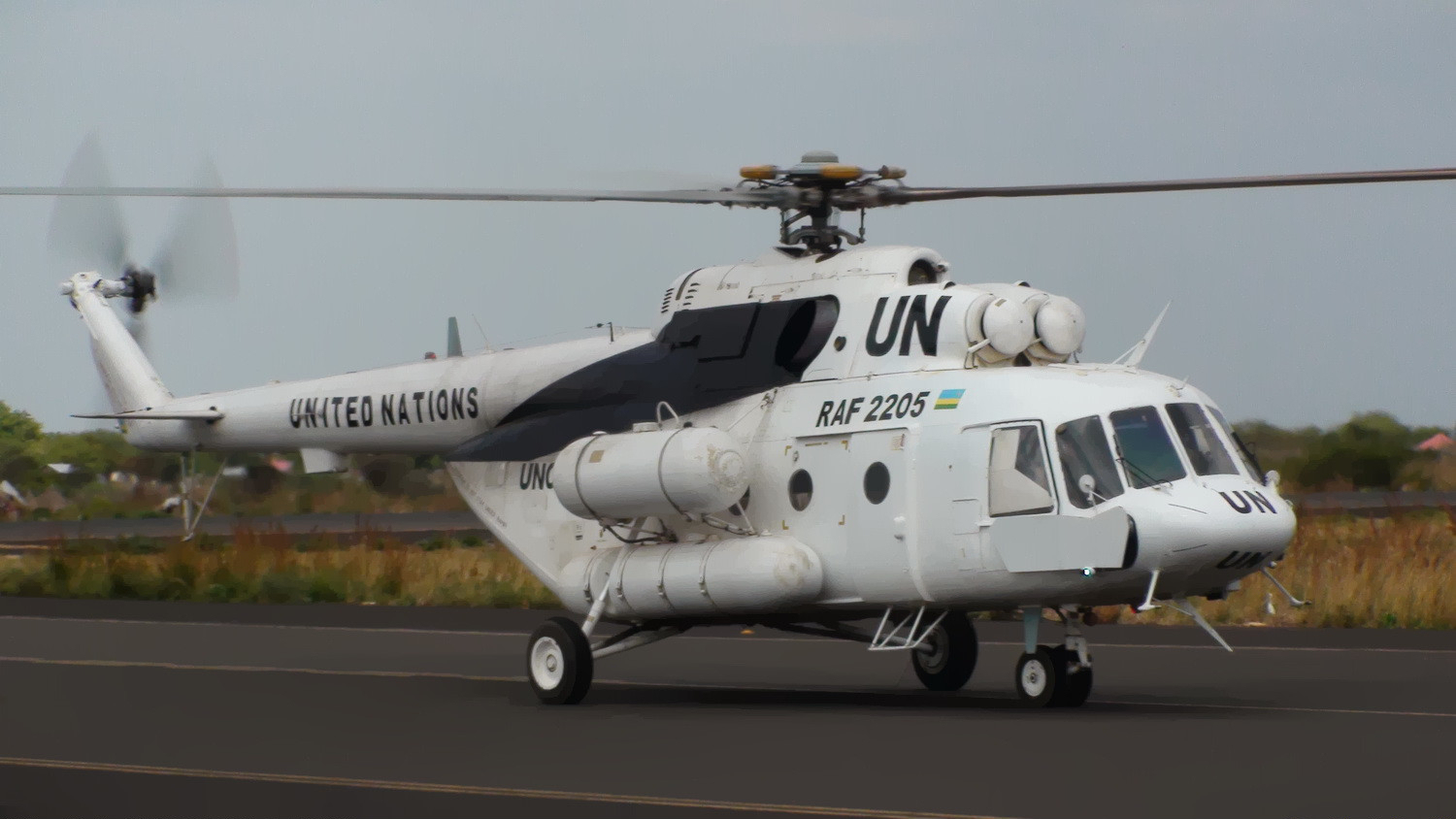
Руандийский Ми-17

| Название               | Страна производитель | Количество | Тип         |
| ---------------------- | -------------------- | ---------- | ----------- |
| Cessna 208 Caravan     | США                  | 2          | Самолёт     |
| Diamond DA42 Twin Star | Австрия              | 2          | Самолёт     |
| Ми-17                  | Россия               | 11         | Вертолёт    |
| Ми-24                  | Россия               | 5          | Вертолёт    |
| SA342                  | Франция              | 3          | Вертолёт    |
| Bayraktar TB2          | Турция               | 6          | Беспилотник |